# Leïla Sebbar
Leïla Sebbar (Aflou, Argelia, 9 de noviembre de 1941) es una escritora argelina que ha compuesto la mayoría de su obra en francés.

## Biografía

### Primeros años
Leïla Sebbar nació el 9 de noviembre de 1941, en Aflou. Hija de una madre francesa y un padre argelino, pasó su juventud en la Argelia francesa antes de partir a los diecisiete años hacia París, donde reside actualmente.

### Carrera
Sebbar escribe en francés sobre la relación entre Francia y Argelia y a menudo yuxtapone las imágenes de ambos países para mostrar la diferencia de culturas entre los dos. Sebbar ha ocupado una variedad grande de temas, y ha o bien enfocado un prisma puramente ficticio o usado la psicología para expresar su tesis. Muchas de las novelas de Sebbar expresan las frustraciones del Beur, la segunda generación de jóvenes magrebíes que nacieron y crecieron en Francia y que aún no se han integrado a la sociedad francesa.
Su libro Parle mon fils, parle à ta mère (1984; Habla con mi hijo, habla con tu madre), ilustra la ausencia de diálogo entre dos generaciones que no hablan el mismo idioma. La novela cuenta la historia del último día de un hombre agonizante que había venido de Argelia a Francia cuando era un joven que buscaba trabajo. Representa la historia de su juventud y muestra su punto de vista sobre la sociedad musulmana y las "tres brujas". El lector se da cuenta de que el hombre de la historia no teme a esas "brujas", sino que simplemente muere solo, sin otro musulmán a su lado que le lea la oración de los muertos.
Sebbar nunca nombra a sus personajes para mantener una sensación de anonimato y misterio y se podría decir que no restringe la historia a una cuenta personal, pero podría relacionarse con cualquiera y muestra el punto de vista común de quienes solicitan asilo.
Sebbar fue galardonado con el Oficial de la Orden de las Artes y las Letras en 2016.

## Publicaciones completas

### Ensayos
- On tue les petites filles, Stock, 1978.
- Le Pédophile et la Maman, Stock, 1980.
- Lettres Parísiennes, Autopsie de l'exil, con Nancy Huston, Bernard Barrault, 1986, bolsillo J'ai lu, 2014.
- Dialogue avec Leïla Sebbar, transverso de Dominique Le Boucher, fotografías de Jacques Du Mont, Éditions Marsa, 2015.

### Relatos y colecciones
- La Négresse à l’enfant, Syros, 1990.
- La Jeune Fille au balcon, París, Ed. du Seuil, 1996. col. « Points Virgule » ; Seuil, 2001 ; Points Seuil, 2006.
- Le Baiser, Collection, París, Hachette, col. « Courts Toujours », 1997.
- Soldats, París, Ed. du Seuil, 1999 ; Seuil, col. « Points virgule », 2004.
- Sept filles, Thierry Magnier, 2003.
- Isabelle l’Algérien, Un portrait d’Isabelle Eberhardt, ilustracionesde Sébastien Pignon, Al Manar-Alain Gorius, 2005.
- L’Habit vert, Thierry Magnier, 2006.
- Le Peintre et son modèle, Al Manar-Alain Gorius, 2007.
- Métro, Ed. du Rocher, Coll. « Chantal Chawaf », 2007.
- Le Ravin de la femme sauvage, Thierry Magnier, 2007.
- Le Vagabond, Louisa, La Blanche et la Noire, Noyant d’Allier, Bleu autour, 2007-2008.
- Une femme à sa fenêtre, ilustracionesde de Sébastien Pignon, Al Manar-Alain Gorius, 2010.
- Aflou, Djebel amour,con avec Jean-Claude Gueneau y Nora Aceval, Bleu autour, 2010.
- Ecrivain public, Bleu autour, 2012.
- La Fille du métro, monólogo, ilustracionesde de Sébastien Pignon, Al-Manar-Alain Gorius, 2015.
- Les yeux verts, novela corta, Apulée, revisión literaria y reflexión bajo la dirección de Hubert Haddad, 1. Galaxies identitaires, París, Ed. Zulma, 2016, p. 171-173.
- La maison bleue, novela corta, p. 121-125, Étoiles d'encre 67/68, mujeres en el Mediterráneo, Transgressions, Montpellier, Ed. Chèvre feuille étoilée, 2016.
- L'homme qui pleure, L'Orient est rouge, Ed. Elyzad, 2017.
- Sur la colline, une koubba dentro de la reedición Je ne parle pas la langue de mon père. L'arabe comme un chant secret, aquarelles de Sébastien Pignon, Ed. Bleu autour, 2016.
- L'orient est rouge, Ed. Elyzad, 2017.
- La petite fille à la mer, Voix féminines de la Méditerranée, Littérature comparée / Histoire et Critique, bajo la dirección de S. Seza Yilancioglu (Universidad de Galatasaray en Turquía), París, Ed. Petra, marzo de 2017, p. 233-236.
- Celle qui voulait ressembler à Boucle d'or, Revue de littérature et de réflexion, número 2, De l'imaginaire et des pouvoirs. Redactor en jefe: Hubert Haddad. Zulma, 2017.

### Novelas
- Fatima ou les Algériennes au square, Stock, 1981 ; Elyzad, 2010.
- Parle mon fils, parle à ta mère, Stock, 1984 ; Thierry Magnier, 2006 ; Parle à ta mère, Elyzad Poche, 2016.
- Shérazade, 17 ans, brune, frisée, les yeux verts, Bleu autour, 2010.
- Le Chinois vert d’Afrique, Stock, 1984 ; Folies d’encre, Eden, 2002.
- Les Carnets de Shérazade, Stock, 1985.
- J.H. cherche âme-sœur, Stock, 1987.
- Le Fou de Shérazade, Stock, 1991.
- Le silence des rives, París, Stock, 1993 (prix Kateb Yacine).
- La Seine était rouge. París, octobre 1961, Thierry Magnier, 1999, 2003 ; Babel Actes Sud, 2009.
- Marguerite, Folies d’encre, Eden, 2002 ; Babel Junior, Actes Sud, 2007 ; Elyzad, 2014.
- Les Femmes au bain, Bleu autour, 2006, 2009.
- La Confession d’un fou, Bleu autour, 2011.
- Mon cher fils, Elyzad, 2009, 2012, Ed. bolsillo.
- Marguerite et le colporteur aux yeux clairs, Elyzad, 2015.

### Revistas de viaje
- Mes Algéries en France, Carnet de voyages, prefacio de Michelle Perrot, Bleu autour, 2004.
- Journal de mes Algéries en France, Bleu autour, 2005.
- Voyage en Algéries autour de ma chambre, Bleu autour, 2008.
- Le Pays de ma mère, voyage en Frances, Bleu autour, 2013.